# Manual Digest
Der Manual Digest ist ein Buch über die Geschichte, die Regierung, die Gebräuche und Sitten Andorras. Geschrieben wurde es 1748 vom Patrizier und Juristen Antoni Fiter i Rossell im Auftrag des andorranischen Parlaments, des Generalrats der Täler. Das Werk wird im Volksmund als die Bibel Andorras bezeichnet.
Der vollständige Titel lautet: Manual Digest de las Valls neutras de Andorra, en lo qual se tracta de sa Antiguitat, Govern y Religio, de sos Privilegis, Usos, Preheminencias y Prerrogativas (Übersichtliches Handbuch über die neutralen Täler von Andorra, in dem seine alte Geschichte, Regierung und Religion, seine Privilegien, Gebräuche, Gewohnheiten und Vorrechte behandelt werden).
Im Manual Digest wurden die historischen Archive Andorras verarbeitet, die bis zu Dokumenten Karls des Großen und Ludwig des Frommen zurückreichen. Außerdem wurde eine Reihe von mündlichen Überlieferungen und moralischen Normen in Form von Maximen aufgenommen. Dabei handelt es sich um eine Weiterführung des traditionellen katalanischen Gewohnheitsrechts auf Basis des Römischen und des Kirchenrechts, dessen Ursprung in den Usatges von Barcelona gesehen wird.
Das Originalmanuskript wird im Stammhaus Fiter-Riba, vormals Rossell, in Ordino aufbewahrt, aus dem der Autor, Fiter i Rossell, stammte. Von den beiden erhaltenen Abschriften befindet sich eine im Schrank der sieben Schlüssel in der Casa de la Vall in Andorra la Vella, dem alten andorranischen Parlament, und die zweite am Bischofssitz in Seu d’Urgell.
Der Manual Digest gilt als eines der wichtigsten Werke des 18. Jahrhunderts in katalanischer Sprache. Seine Gültigkeit wurde offiziell erst mit der Unabhängigkeit Andorras 1993 und dem Inkraftsetzen der ersten Verfassung des Kondominiums beendet. Jahrhundertelang hatte das Buch die Funktion eines Nachschlagewerkes und Leitfadens für andorranische Politiker und Beamte und die andorranische Bevölkerung gehabt.
1987 gab der Generalrat einen Nachdruck des Manual Digest heraus, und im Jahr 2000 erschien der Manual Digest als Transkription im Taschenbuchformat.
1763 verfasste der Geistliche Antoni Puig eine vereinfachte Version, den Politar Andorrà, der ebenfalls große Wirkung auf die andorranische Gesellschaft hatte.